# Yang Junjing
Yang Junjing (chiń. 杨珺菁; ur. 15 maja 1989 w Zhengzhou) – chińska siatkarka grająca jako środkowa. Obecnie występuje w drużynie Bayi Army.

## Sukcesy klubowe
Klubowe Mistrzostwa Świata:
- 2013

Mistrzostwo Chin:
- 2015
- 2014

Klubowe Mistrzostwa Azji:
- 2016

## Sukcesy reprezentacyjne
Volley Masters Montreux:
- 2011

Mistrzostwa Azji:
- 2011, 2015

Puchar Świata:
- 2015
- 2011

Puchar Azji:
- 2012

Grand Prix:
- 2013

Mistrzostwa Świata:
- 2014

## Nagrody indywidualne
- 2011 - Najlepsza blokująca Mistrzostw Azji
- 2014 - Najlepsza blokująca Mistrzostw Świata[2]